# 808 Мерксія
808 Мерксія (808 Merxia) — астероїд головного поясу, відкритий 11 жовтня 1901 року.
Тіссеранів параметр щодо Юпітера — 3,331.